# MySQL AB
MySQL AB byla softwarová společnost, vyvíjející relační databázový systém MySQL a související produkty (MySQL Cluster). Jejími zakladateli v roce 1995 byli Michael Widenius, David Axmark a Allan Larsson. Ústředí měla ve švédské Uppsale a kalifornském městě Cupertino, s pobočkami v dalších městech světa. Od roku 2001 byl výkonným ředitelem společnosti Mårten Mickos. V lednu 2008 měla přibližně 400 zaměstnanců ve 25 zemích, byla to tedy jedna z největších open source společností na světě. Podle jejích tvrzení bylo provedeno více než 5 milionů instalací MySQL a v roce 2004 bylo staženo více než 10 milionů produktů.
Obchodní model MySQL AB spočíval v duálním licencování – zatímco jednotlivcům nabízela MySQL bezplatně pod licencí GPL, tak prominentnějším klientům, většinou firmám vyvíjejícím uzavřený software, MySQL prodávala (ať už samo o sobě, v podobě know-how, spolupráce při vývoji jejích proprietárních verzí, atd.). Další zdroje příjmu zahrnovaly podporu a konzultování, stejně tak certifikace pro MySQL server.
16. ledna 2008 byla oznámena akvizice MySQL AB společností Sun Microsystems za přibližně 1 miliardu dolarů. Akvizice byla dokončena 26. února 2008. V roce 2010 byla oznámena akvizice Oracle Corporation.